# Maledivská vlajka

Maledivská vlajka
Poměr stran: 2:3

Vlajka Malediv je tvořena listem o poměru stran 2:3 se zeleným polem a širokým červeným okrajem. Uprostřed je bílý půlměsíc.
Zelená je barvou míru, pokroku a islámu, červená připomíná krev prolitou za svobodu, půlměsíc je symbolem islámu.
Vlajka maledivského prezidenta, užívaná od roku 1968 byla v letech 1965–1968 vlajkou maledivského sultána.

Rozměry maledivské vlajky
Vlajka maledivského prezidenta Poměr stran: 2:3

## Historie
Vlajka v této úpravě se užívá od získání nezávislosti v roce 1965. V letech 1953–1965, když byly Maledivy autonomním sultanátem, byl u žerďového okraje připojený úzký bílý pruh se sedmi šikmými černými pruhy; ještě v první čtvrtině 20. století byla maledivská vlajka, jako vlajky jiných arabských námořních krajin, celá červená, až poté byla doplněná zeleným polem s bílým půlměsícem.

Maledivská vlajka (1953–1965) Poměr stran: 2:3
Vlajka maledivského sultána (1954–1965) Poměr stran: 2:3
Vlajka maledivského sultána (1965–1968) Poměr stran: 2:3